# Vagn Sørensen
Vagn Ove Sørensen (født 12. december 1959 i Vandel) er en dansk erhvervsmand, som især har været aktiv i transportbranchen.
I den danske offentlighed er Vagn Sørensen især kendt for karteldommen fra 2001, hvor SAS og Mærsk Air af EU fik bøder på tilsammen 400 mio. kr. De to selskaber havde aftalt at dele ruter og derved begrænset konkurrencen.:374-375 Dette førte til hans afgang fra stillingen som vicekoncernchef i SAS. Han angiver selv, at han ikke var ene om det i SAS - uden dog at nævne navne. Afgangen var afslutningen på et længere karriereforløb i SAS, hvor han i 1984 var startet som trainee - kort efter sin kandidateksamen.
Kort efter afgangen fik han stillingen som administrerende direktør i Austrian Airlines, en stilling han beholdt i fem år til 2006. Herefter har han fokuseret på en professionel bestyrelseskarriere med både danske og internationale poster; aktuelt2024 er han bestyrelsesformand hos Air Canada.
Privat er Vagn Sørensen gift og bosiddende i London. Parret har tre børn.